# Lipová (district de Bardejov)
Pour les articles homonymes, voir Lipová.
Lipová (en allemand : Lipowa im Scharosch), est un village de Slovaquie situé dans la région de Prešov.

## Histoire
Première mention écrite du village en 1567.[réf. nécessaire]

## Démographie

### Évolution de la population
| Année:               | 1994. | 2004.   | 2014.    | 2024.   |
| -------------------- | ----- | ------- | -------- | ------- |
| Nombre de personnes: | 104   | 94      | 81       | 83      |
| Différence:          |       | -9,61 % | -13,82 % | +2,46 % |

| Année:               | 2023. | 2024.   |
| -------------------- | ----- | ------- |
| Nombre de personnes: | 81    | 83      |
| Différence:          |       | +2,46 % |